# Duncan Robinson
Duncan McBryde Robinson (* 22. April 1994 in York, Maine) ist ein US-amerikanischer Basketballspieler, der bei den Detroit Pistons in der NBA unter Vertrag steht.

## Laufbahn
Robinson wuchs auf der Insel New Castle im US-Bundesstaat New Hampshire auf. Er spielte Basketball für die Mannschaft der Schule The Governor’s Academy im Bundesstaat Massachusetts, ehe er an die Phillips Exeter Academy (New Hampshire) wechselte.
2013 begann Robinson seine Laufbahn auf Universitätsebene am Williams College in der dritten NCAA-Division. Er erreichte mit der Mannschaft das Endspiel um die nationale Meisterschaft, verlor dort jedoch. Robinson war mit einem Punkteschnitt von 17,1 je Begegnung gleich Leistungsträger für Williams und traf 81 seiner 179 Dreipunktwürfe. Er wurde als bester Liganeuling (englisch: Rookie) des Jahres der NCAA 3 ausgezeichnet. Robinson erwog nach dem erfolgreichen ersten Jahr auf Hochschulebene einen Wechsel an eine Uni der ersten NCAA-Division. Sein Trainer Mike Maker, der Williams nach dem Ende der Saison 2013/14 in Richtung Marist College verließ, empfahl Robinson dem damaligen Cheftrainer der University of Michigan, John Beilein. Maker war an der West Virginia University einst Beileins Assistent gewesen. Robinson vollzog den Wechsel zu Michigan, durfte aufgrund der Transferbestimmungen jedoch in der Saison 2014/15 nicht am Spiel-, sondern lediglich am Übungsbetrieb teilnehmen.
2015 gab er seinen Einstand im Hemd der University of Michigan, zur Mannschaft gehörte seinerzeit auch der Deutsche Moritz Wagner. Robinson bestritt bis 2018 insgesamt 115 Spiele für Michigan und erzielte 9,3 Punkte pro Partie. Er traf bei 565 Versuchen 237 Dreipunktwürfe und erreichte somit eine gute Trefferquote von 41,9 Prozent. Im Spieljahr 2017/18 war Robinson Michigans Mannschaftskapitän, zudem wurde er als „bester sechster Mann“ der Big Ten ausgezeichnet, eine Ehrung für den besten Einwechselspieler der Saison. Er wurde im Frühjahr 2018 mit der Hochschulmannschaft Vizemeister der NCAA. Damit wurde er der erste Spieler, der sowohl an einem Endspiel der ersten als auch der dritten NCAA-Division teilnahm.

### NBA
Im Draft-Verfahren der NBA im Juni 2018 blieb Robinson unberücksichtigt, unterschrieb aber im Juli 2018 einen „Zweiwegevertrag“ bei der NBA-Mannschaft Miami Heat, der ihm auch Einsätze in der Ausbildungsliga, der NBA G-League, gestattete. Zuvor hatte Robinson in der NBA-Sommerliga überzeugende Leistungen gezeigt.
Er wurde der erste ehemalige Spieler einer Hochschule der dritten NCAA-Division seit Devean George (Saison 1999/2000), der in einer NBA-Partie zum Einsatz kam. Im April 2019 wurde sein „Zweiwegevertrag“ von den Miami Heat in einen normalen NBA-Vertrag umgewandelt, nachdem er im Spieljahr 2018/19 3,3 Punkte pro Einsatz erzielt hatte.
Am 2. August 2021 unterschrieb Robinson bei den Miami Heat einen neuen Fünfjahresvertrag, der ihm ein Gesamtgehalt von 90 Millionen US-Dollar, zusicherte. Es handelte sich dabei um den bislang höchstdotierten Vertrag für einen NBA-Spieler, der nicht im NBA-Draftverfahren ausgewählt wurde.
Miami gab ihn im Juli 2025 im Tausch gegen Simone Fontecchio an die Detroit Pistons ab.

## Karriere-Statistiken

### NBA

#### Hauptrunde
| Saison  | Team   | GP  | GS  | MPG  | FG % | 3P % | FT % | RPG | APG | SPG | BPG | PPG  |
| ------- | ------ | --- | --- | ---- | ---- | ---- | ---- | --- | --- | --- | --- | ---- |
| 2018–19 | Miami  | 15  | 1   | 10.7 | .391 | .284 | .667 | 1.3 | 0.3 | 0.3 | 0.0 | 3.3  |
| 2019–20 | Miami  | 73  | 68  | 29.7 | .470 | .446 | .931 | 3.2 | 1.4 | 0.5 | 0.3 | 13.5 |
| 2020–21 | Miami  | 72  | 72  | 31.4 | .439 | .408 | .827 | 3.5 | 1.8 | 0.6 | 0.3 | 13.1 |
| 2021–22 | Miami  | 79  | 68  | 25.9 | .399 | .372 | .836 | 2.6 | 1.6 | 0.5 | 0.2 | 10.9 |
| 2022–23 | Miami  | 42  | 1   | 16.5 | .371 | .328 | .906 | 1.6 | 1.1 | 0.3 | 0.0 | 6.4  |
| 2023–24 | Miami  | 68  | 36  | 28.0 | .450 | .395 | .889 | 2.5 | 2.8 | 0.7 | 0.2 | 12.9 |
| Gesamt  | Gesamt | 349 | 246 | 26.4 | .433 | .398 | .872 | 2.7 | 1.7 | 0.5 | 0.2 | 11.4 |

#### Play-offs
| Saison  | Team   | GP | GS | MPG  | FG % | 3P % | FT % | RPG | APG | SPG | BPG | PPG  |
| ------- | ------ | -- | -- | ---- | ---- | ---- | ---- | --- | --- | --- | --- | ---- |
| 2019–20 | Miami  | 21 | 21 | 28.6 | .426 | .397 | .868 | 2.8 | 1.8 | 0.7 | 0.3 | 11.7 |
| 2020–21 | Miami  | 4  | 4  | 25.0 | .379 | .370 | .900 | 2.8 | 0.8 | 0.8 | 0.0 | 10.3 |
| 2021–22 | Miami  | 13 | 0  | 12.2 | .439 | .383 | .833 | 1.8 | 0.4 | 0.3 | 0.1 | 5.6  |
| 2022–23 | Miami  | 23 | 1  | 18.2 | .475 | .442 | .875 | 1.5 | 1.7 | 0.3 | 0.1 | 9.0  |
| 2023–24 | Miami  | 5  | 0  | 12.0 | .313 | .231 | —    | 1.0 | 1.2 | 0.4 | 0.0 | 2.6  |
| Gesamt  | Gesamt | 66 | 26 | 20.3 | .438 | .402 | .871 | 2.0 | 1.4 | 0.5 | 0.2 | 8.8  |